# Macrothemis tessellata
Macrothemis tessellata – gatunek ważki z rodziny ważkowatych (Libellulidae). Występuje na terenie Ameryki Południowej.